# Alfredo Ramos dos Santos
Alfredo Ramos dos Santos, ismertebb nevén Alfredo (Rio de Janeiro, 1920. január 1. – 1997. október 23.) brazil labdarúgó-fedezet.

## Pályafutása

### Klubcsapatokban
Szinte teljes pályafutását a Vasco da Gama csapatában töltötte. A klubbal ötször nyerte meg a Campeonato Carioca bajnokságot. 1949-ben rövid ideig a Flamengo csapatában is játszott.
1948-ban a dél-amerikai klubbajnokságot nyert.

### A válogatottban
A brazil válogatottban 6 mérkőzést (ebből 2 nem hivatalos mérkőzés volt.) játszott. A 1950-es világbajnokságon egy csoportmérkőzésen lépett pályára: a Svájc elleni 2–2 során. Részt vett az 1945-ös Copa Américán, ahol második helyezést értek el.